# Reserva Nacional de Lachay
Die Reserva Nacional de Lachay ist ein nationales Schutzgebiet in West-Peru im Norden der Region Lima. Es wurde am 21. Juni 1977 eingerichtet. Verwaltet wird es von der staatlichen Naturschutz-Agentur Servicio Nacional de Areas Naturales Protegidas por el Estado (SERNANP). Das Areal besitzt eine Fläche von 50,7 km². Es wird in der IUCN-Kategorie VI als ein Schutzgebiet geführt, dessen Management der nachhaltigen Nutzung natürlicher Ökosysteme und Lebensräume dient. Es dient der Erhaltung der Landschaft eines niedrigen Küstengebirges und damit einem Ökosystem bedrohter Pflanzen- und Tierarten.

## Lage
Das Schutzgebiet liegt im äußersten Süden des Distrikts Huacho in der Provinz Huaura und umfasst einen Teil der Lomas de Lachay, einem niedrigen Höhenzug nahe der Pazifikküste. Es liegt in Höhen zwischen 50 m und 700 m. Das Gebiet befindet sich etwa 80 km nördlich der Hauptstadt Lima und reicht bis auf 3 Kilometer an die Küste heran. Begrenzt wird das Areal im Südwesten von der Nationalstraße 1N (Panamericana) sowie im Süden und im Osten von der Nationalstraße 18.

## Ökologie
Im Schutzgebiet gedeihen u. a. folgende Pflanzen: Caesalpinia spinosa aus der Gattung der Caesalpinien, Capparis prisca aus der Familie der Kaperngewächse, Vasconcellea candicans aus der Familie der Melonenbaumgewächse und Acacia macracantha aus der Tribus der Akazien. Zu den Vögeln in dem Gebiet zählt der Buntfalke (Falco sparverius), der Rotrückenbussard (Geranoaetus polyosoma), der Andenbussard (Geranoaetus melanoleucus), der Kaktuscanastero (Pseudasthenes cactorum), der Orangekehlregenpfeifer (Oreopholus ruficollis), der Rubintyrann (Pyrocephalus rubinus), das Andensteißhuhn (Nothoprocta pentlandii) und der Dickschnabel-Erdhacker (Geositta crassirostris). Zu den Säugetieren im Schutzgebiet gehören Blattohrmäuse (Phyllotis), der Sechurafuchs (Pseudalopex sechurae) und verschiedene Fledertiere. Außerdem wurde der Colocolo (Leopardus colocolo) in dem Areal gesichtet, eine Katzenart deren Verbreitungsgebiet eigentlich viel südlicher in Chile liegt.

## Bilder von im Schutzgebiet vorkommenden Tieren

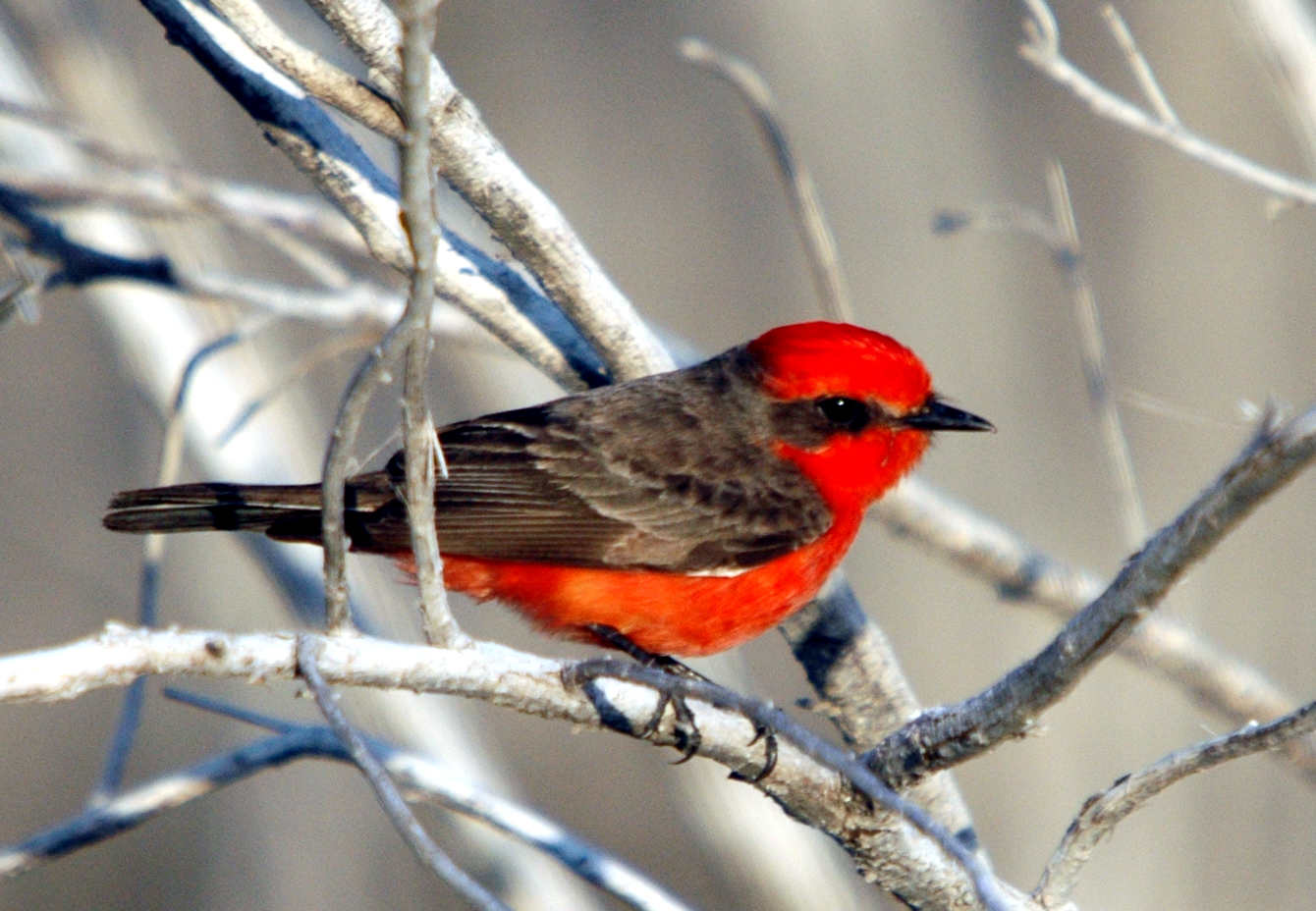
Rubintyrann ♂
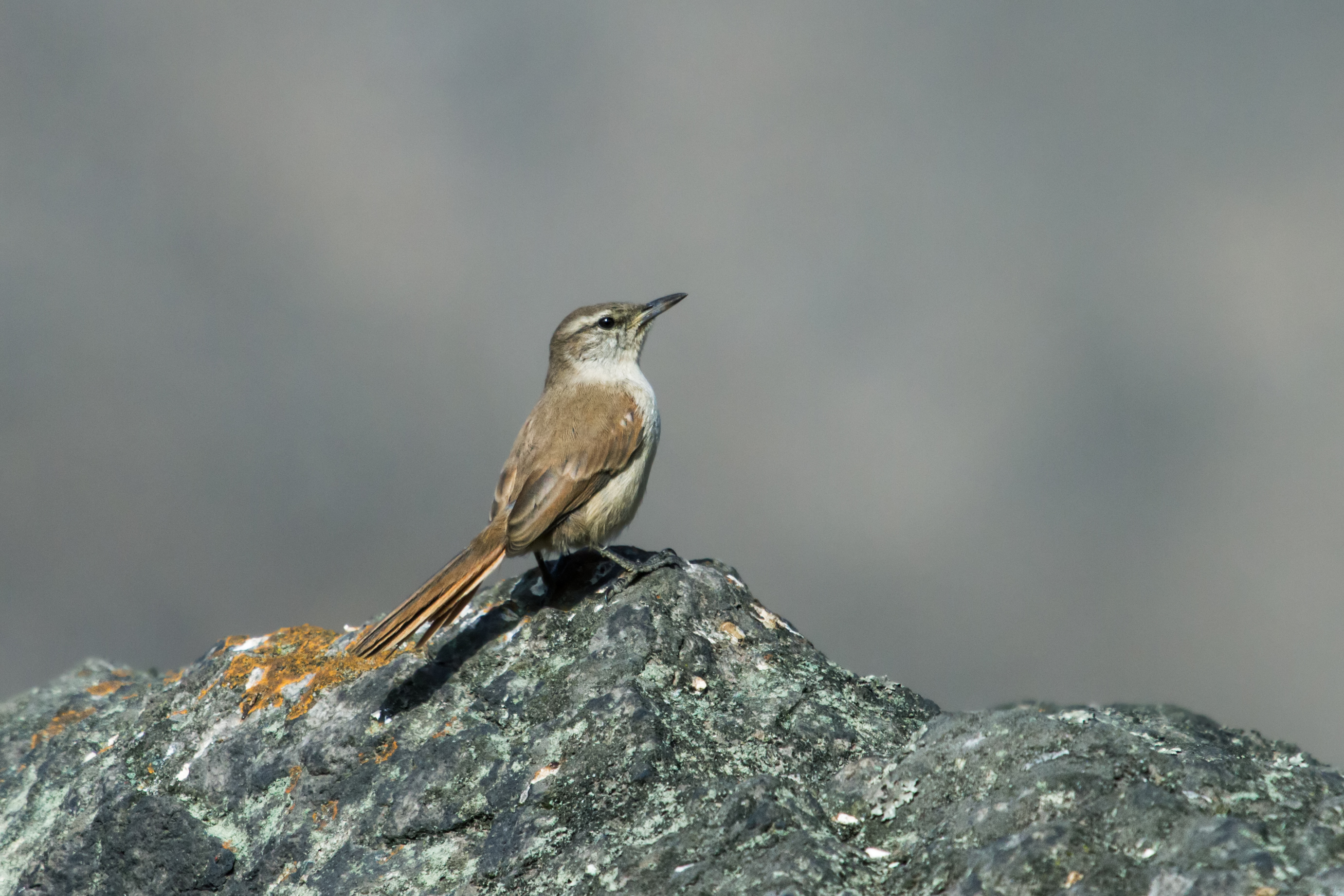
Kaktuscanastero
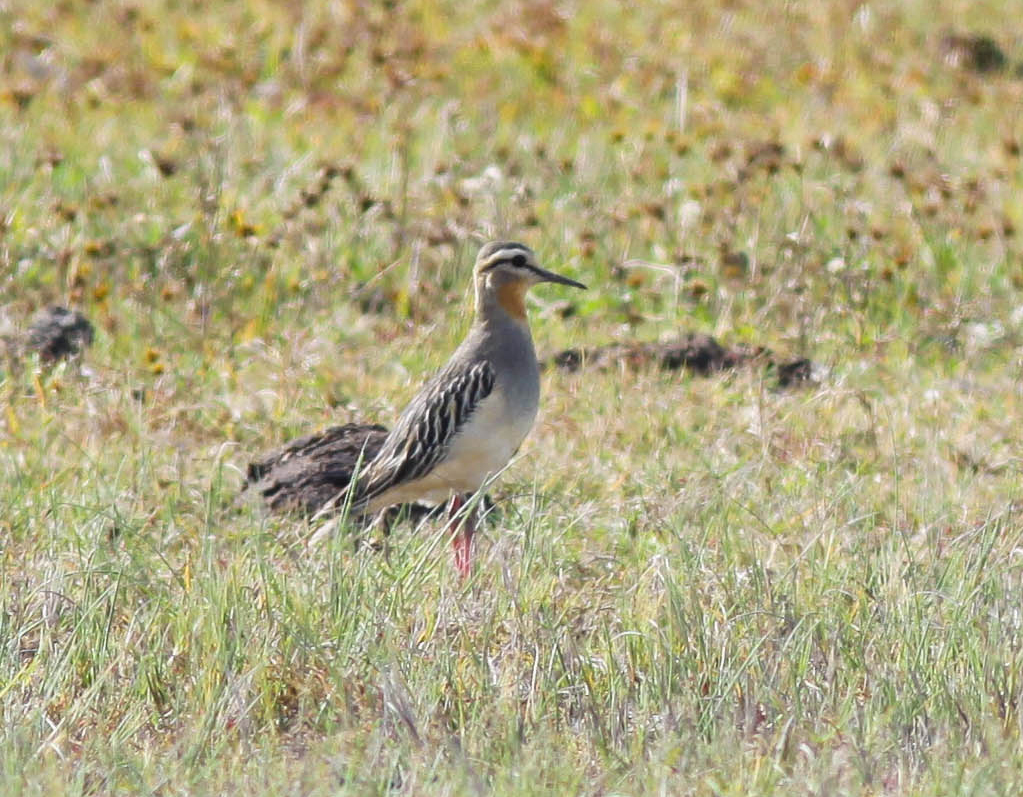
Orangekehlregenpfeifer
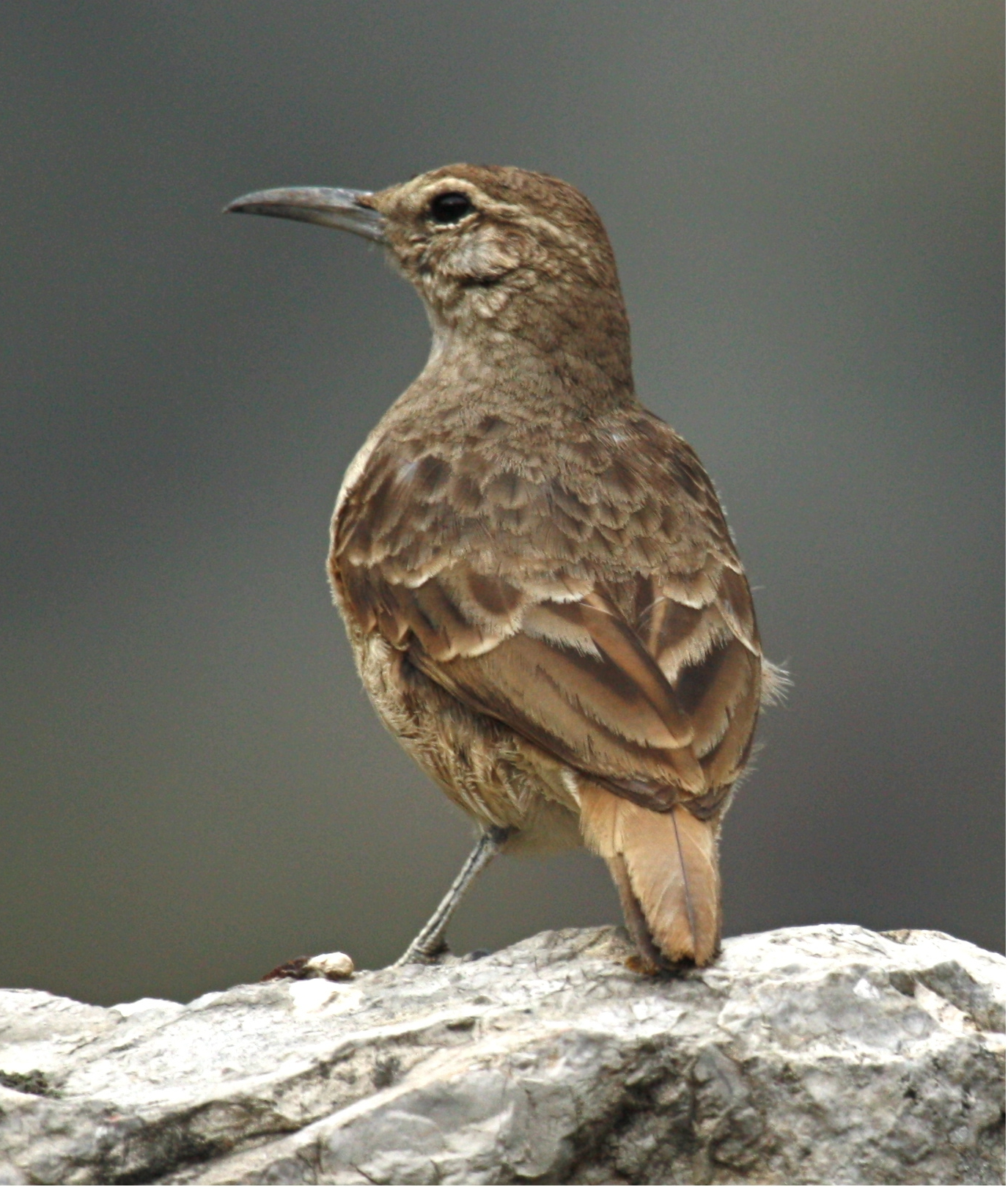
Dickschnabel-Erdhacker
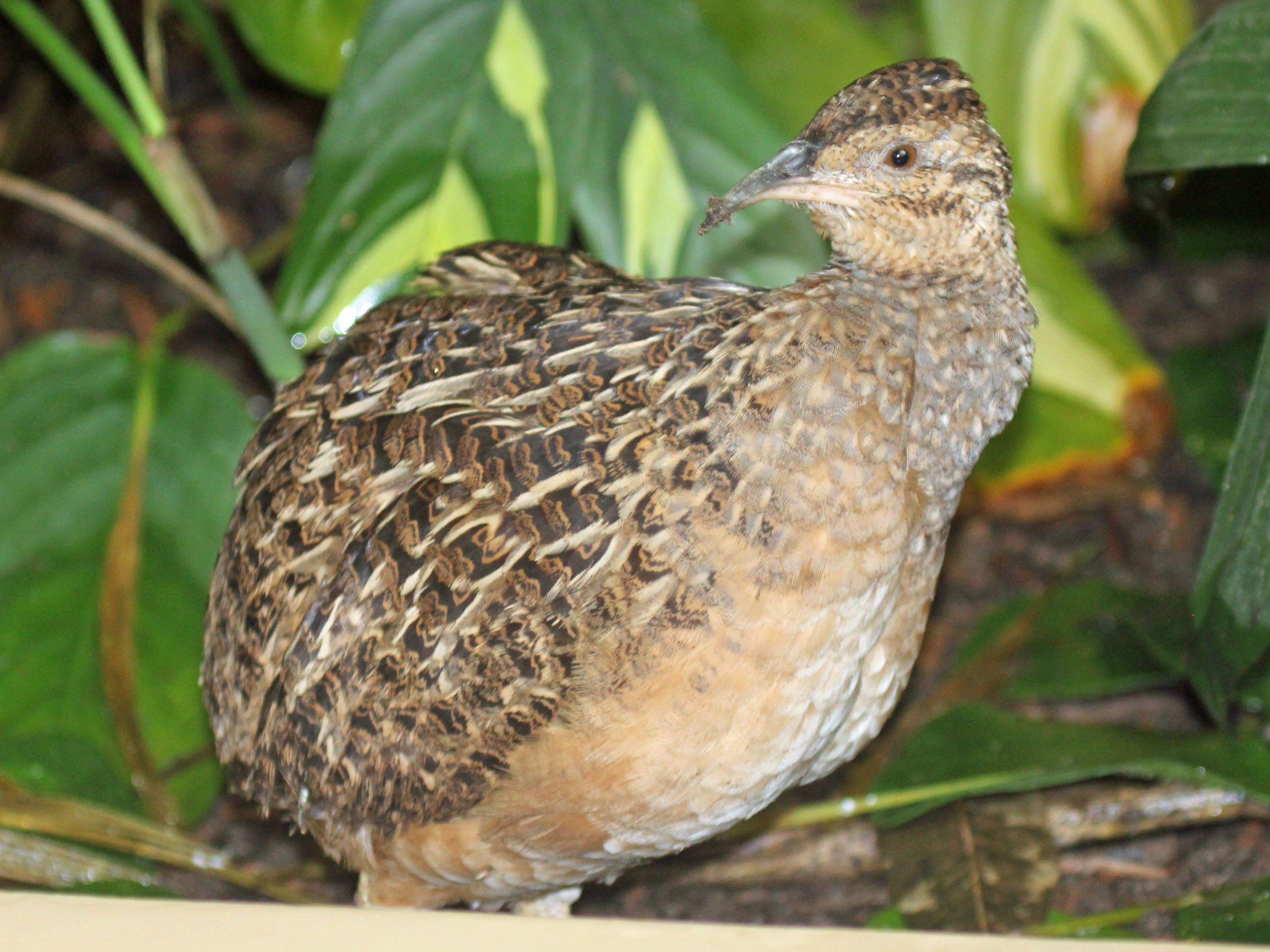
Andensteißhuhn